# Алекса Астън
Лорън Линууд (на английски: Lauren Linwood) е плодовита американска писателка на произведения в жанра съвременен и исторически любовен роман и романтичен трилър. Пише под псевдонима Алекса Астън (на английски: Alexa Aston).

## Биография и творчество
Лорън Линууд е родена на 31 октомври 1958 г. в Далас, Тексас, САЩ. Следва в история в университета Бейлор в Уейко. След дипломирането си работи като учител по история. След пенсионирането си от учителската професия решава да осъществи мечтата си от дете да пише и се посвещава на писателската си кариера.
Първият ѝ роман „Music for My Soul“ (Музика за моята душа) е издаден през 2013 г.
През 2016 г. е издаден първият ѝ роман „Word of Honor“ (Честна дума) от поредицата „Рицари на честта“. Първите две книги от поредицата са издадени под нейното име, а след това поредицата е издадена под псевдонима ѝ Алекса Астън. Средновековнана любовна поредица се развива в Англия от 14 век по време на управлението на Едуард III и се фокусира върху семейство дьо Монфор. Всеки любовен роман от нея се фокусира върху рицарския кодекс, който обвързва рицарите от тази епоха.
Историческите романи на Алекса Астън използват историята средновековието и американския Стар Запад като фон, за да поставят героите в извънредни обстоятелства, където тяхното силно желание един към друг прераства в ценен дар на любовта. Героите ѝ са силни личности, които се обединяват, за да победят умен антагонист и да открият дълбока, трайна любов по време на пътуването си.
Лорън Линууд живее със семейството си във Форт Уорт.

## Произведения

### Като Алекса Астън

#### Серия „Рицари на честта“ (Knights of Honor)
1. Word of Honor (2016)
2. Marked By Honor (2017)
3. Code of Honor (2017)
4. Journey to Honor (2017)
5. Heart of Honor (2017)
6. Bold in Honor (2018)
7. Love and Honor (2018)
8. Gift of Honor (2018)
9. Path to Honor (2018)
10. Return to Honor (2018)
11. Season of Honor (2019)

#### Серия „Кралски братовчеди“ (King's Cousins)
1. The Pawn (2019)
2. The Heir (2019)
3. The Bastard (2019)

#### Серия „Сейнт Клер“ (St. Clairs)
1. Devoted to the Duke (2019)
2. Midnight with the Marquess (2019)
3. Embracing the Earl (2019)
4. Defending the Duke (2019)
5. Suddenly a St. Clair (2019)
6. Starlight Night (2020)
Тиха, звездна нощ (Коледата на Сент Клер), фен-превод

#### Серия „де Волф от замъка Естерли“ (de Wolfes of Esterley Castle)
1. Diana (2019)
2. Derek (2019)
3. Thea (2019)

#### Серия „Войници и сродни души“ (Soldiers & Soulmates)
1. To Heal an Earl (2020)
2. To Tame a Rogue (2020)
3. To Trust a Duke (2020)
4. To Save a Love (2020)
5. To Win a Widow (2020)

#### Серия „Избягали средновековни съпруги“ (Runaway Medieval Wives)
1. Song of the Heart (2020)
2. A Promise of Tomorrow (2020)
3. Destined for Love (2020)

### Като Лорън Линууд

#### Самостоятелни романи
- Music for My Soul (2013)
- Outlaw Muse (2013)
- A Bit of Heaven on Earth (2014)
- Written in the Cards (2014)
- A Game of Chance (2014)
- A Knight for Kallen (2015)
- Leave Yesterday Behind (2015)
- Ballad Beauty (2015)
- Illusions of Death (2016)

#### Серия „Рицари на доблестта“ (Knights of Valor)
1. Word of Honor (2016)
2. Marked by Honor (2016) – продължена като Алекса Астън